# Alessio Di Basco

Alessio Di Basco (* Vecchiano, 18 de noviembre de 1964). Es un exciclista  italiano, profesional entre 1987 y 1997, cuyos mayores éxitos deportivos los logró en el Giro de Italia donde obtuvo 2 victorias de etapa, y en la Vuelta ciclista a España 1994, donde conseguiría 1 victoria de etapa y se la clasificación de los sprints especiales.

## Palmarés
| 1988 - 2 etapas en el Giro de Italia 1992 - 1 etapa en la Vuelta a Suiza | 1994 - 1 etapa en la Vuelta a España y clasificación de los sprints especiales 1995 - 2 etapas en la Vuelta a Portugal y clasificación por puntos |

## Resultados en Grandes Vueltas y Campeonato del Mundo
| Carrera                      | 1987  | 1988  | 1989  | 1990  | 1991 | 1992  | 1993 | 1994  | 1995 | 1996 | 1997 |
| ---------------------------- | ----- | ----- | ----- | ----- | ---- | ----- | ---- | ----- | ---- | ---- | ---- |
| Giro de Italia               | 122.º | 109.º | 138.º | 163.º | -    | 120.º | -    | -     | -    | -    | -    |
| Tour de Francia              | -     | -     | -     | -     | -    | -     | -    | -     | -    | -    | -    |
| Vuelta a España              | -     | -     | -     | -     | -    | -     | -    | 112.º | -    | -    | 81.º |
| Campeonato del Mundo en ruta | -     | -     | -     | -     | -    | -     | -    | -     | -    | -    | -    |